# Camille Frieden
Camil (Camille) Frieden (Machtum, 1 augustus 1914 – Luxemburg-Stad, 23 januari 1998) was een Luxemburgs architect, kunstschilder en auteur.

## Leven en werk
Camille Frieden was een zoon van onderwijzer Mathias Frieden en Margaretha Braun. Hij werd in het geboorteregister ingeschreven met de voornaam Camil. In september 1940 kwam Gustav Simon, de nationaalsocialistische gouwleider en hoofd van de civiele administratie in Luxemburg, met een verordening: Luxemburgse staatsburgers mochten voortaan alleen de Duitse vorm van hun naam gebruiken in officiële en zakelijke correspondentie en reclame van alle aard. Daarvoor werden zo nodig ook geboorteaktes aangepast, voor Frieden gold dat zijn voornaam formeel werd veranderd in Kamil. 
Hij bezocht het gymnasium van Echternach en studeerde architectuur aan het Saint-Luc-instituut in Luik. Tijdens de Tweede Wereldoorlog werkte hij bij het Wederopbouwbureau in Saarburg en het Pruisische Bouwbureau in Trier. Vanaf 1944 was hij zelfstandig architect in Luxemburg-Stad en ontving diverse prijzen voor zijn bouwprojecten. In 1954 won hij samen met Constant Gillardin en Gerold Dietrich een ontwerpwedstrijd in opdracht van het Ministerie van Openbare Werken voor het CFL-kantoor op de Place de la Gare in de hoofdstad. Frieden zag de groei en doorstroom het wegverkeer als een van de grootste knelpunten voor de stedenbouw. Hij bedacht penthouses waar het verkeer onderdoor kan rijden en helikopters op de daken landen en ontwikkelde ideeën voor een 'stad in de lucht'. Als lid van de Groupe International d’Etudes d’Architecture Mobile stelde hij in 1961 met hen zijn plannen ten toon in het Musée National d'Histoire et d'Art. Frieden gaf les aan het Institut supérieur de technologie en gaf (radio)lezingen over architectuur. Hij publiceerde over zijn holistische architectonische opvatting over stedenbouw en cultuurfilosofische beschouwingen. Hij was oprichter en redacteur van de culturele tijdschriften Formes nouvelles (1953-1955), Luxemburger Bau-Forum (1957-1959) en Europäisches Bau-Forum (1960-1972) en publiceerde onder meer in de Luxemburger Wort en Les Cahiers luxembourgeois.
Frieden sloot zich als schilder aan bij de kunstenaarsvereniging Cercle Artistique de Luxembourg (CAL). Hij nam deel aan de jaarlijkse salons (1946-1972) en was voorzitter (1972-1982) van de CAL.
Camille Frieden overleed op 83-jarige leeftijd.

## Publicaties
- 1947 Kultur oder Untergang.
- 1992 Das Architekturschicksal des 20. Jahrhunderts.
- 1996 Gedichte und Geganken.

- International Standard Name Identifier: 0000 0004 3550 4006
- Musée national d'archéologie, d'histoire et d'art: lkl004086
- Virtual International Authority File: 309604481
- WorldCat: E39PBJvHc6fqVWWw7H94qgCG73